# Vỏ não vận động
Vỏ não vận động là một vùng thuộc vỏ đại não tham gia vào việc lên kế hoạch, kiểm soát và thực hiện các cử động có chủ ý. Theo cổ điển thì vỏ não vận động là một khu vực ở thùy trán nằm ở hồi trán lên phía sau ngay phía trước rãnh trung tâm.

## Sự tiến hóa của vỏ não vận động
Động vật có vú tiến hóa từ những loài bò sát giống động vật có vú khoảng hơn 200 triệu năm trước. Những loài động vật có vú đầu tiên này phát triển một vài chức năng não mới mà khả năng cao là do những quá trình cảm giác mới, những thứ cần thiết cho ổ ban đêm mà những động vật có vú này cư ngụ. Những loài vật này nhiều khả năng có một vỏ não vận động bản thể (somatomotor), trong đó các thông tin cảm giác bản thể và thông tin vận động được xử lý trong cùng một khu vực vỏ não giống nhau. Điều này chỉ có thể cho phép thực hiện những kĩ năng vận động đơn giản, ví dụ như di chuyển bằng bốn chân và tấn công kẻ săn mồi hoặc con mồi. Các loài động vật có vú có nhau thai tiến hoá thêm một vỏ não vận động riêng rẽ vào khoảng 100 triệu năm trước. Sự phát triển của một vỏ não vận động riêng biệt là một lợi thế của động vật có vú có nhau thai, và các kĩ năng vận động của các sinh vật này có được thì phức tạp hơn tổ tiên có vú ban đầu của chúng. Hơn nữa, vỏ não vận động này là cần thiết cho lối sống ở trên cây của tổ tiên linh trưởng của chúng ta.